# De Groenedijk c.a.
De Groenedijk c.a. was een waterschap in de gemeenten Sneek en Wymbritseradeel in de Nederlandse provincie Friesland.
Het waterschap werd opgericht in 1883 na de herziening van het stelsel van binnendijken in Friesland. De Groenendijk was een uit de Middeleeuwen stammende Hemdijk rond Rauwerderhem. Het waterschap bleek te klein om goed te functioneren en werd in 1916 opgeheven en bij De Sneeker Oudvaart gevoegd. Het gebied van het voormalige waterschap maakt sinds 2004 deel uit van het Wetterskip Fryslân.